# National Twenty20 Cup
Der National Twenty20 Cup ist ein Twenty20-Cricket-Wettbewerb in Pakistan, der seit der Saison 2004/05 ausgetragen wird. Er wird in unterschiedlichen Formaten von den Regionalteams im pakistanischen Cricket bestritten.

## Mannschaften
Bis zur Saison 2015/16 nahmen 18 Mannschaften am Wettbewerb teil.
| Team                      | Teilnahme seit | letzte Teilnahme |
| ------------------------- | -------------- | ---------------- |
| Abbottabad Rhinos/Falcons | 2005/06        | 2015/16          |
| Afghan Cheetas            | 2011/12        | 2011/12          |
| AJK Jaguars               | 2014/15        | 2015/16          |
| Bahawalpur Stags          | 2012/13        | 2015/16          |
| Dera Murad Jamali Ibexes  | 2013/14        | 2015/16          |
| Faisalabad Wolves         | 2004/05        | 2015/16          |
| FATA Cheetas              | 2013/14        | 2015/16          |
| Hyderabad Hawks           | 2004/05        | 2015/16          |
| Islamabad Leopards        | 2005/06        | 2015/16          |
| Karachi Dolphins          | 2004/05        | 2015/16          |
| Karachi Zebras            | 2004/05        | 2015/16          |
| Lahore Eagles             | 2004/05        | 2015/16          |
| Lahore Lions              | 2004/05        | 2015/16          |
| Larkana Bulls             | 2013/14        | 2015/16          |
| Multan Tigers             | 2004/05        | 2015/16          |
| Peshawar Panthers         | 2004/05        | 2015/16          |
| Quetta Bears              | 2004/05        | 2015/16          |
| Rawalpindi Rams           | 2004/05        | 2015/16          |
| Sialkot Stallions         | 2004/05        | 2015/16          |

Seit der Saison 2016/17 wurde aus wirtschaftlichen Gründen die 18 Teams auf acht reduziert.
| Team           | Teilnahme seit | letzte Teilnahme |
| -------------- | -------------- | ---------------- |
| FATA           | 2016/17        |                  |
| Islamabad      | 2016/17        |                  |
| Karachi Blues  | 2016/17        |                  |
| Karachi Whites | 2016/17        |                  |
| Lahore Blues   | 2016/17        |                  |
| Lahore Whites  | 2016/17        |                  |
| Peshawar       | 2016/17        |                  |
| Rawalpidi      | 2016/17        |                  |

## Sieger
| Saison  | Finalort   | Sieger            | Finalgegner              | Ergebnis                         |
| ------- | ---------- | ----------------- | ------------------------ | -------------------------------- |
| 2004/05 | Lahore     | Faisalabad Wolves | Karachi Dolphins         | Faisalabad gewinnt mit 2 Wickets |
| 2005/06 | Karachi    | Sialkot Stallions | Faisalabad Wolves        | Sialkot gewinnt mit 6 Wickets    |
| 2006/07 | Karachi    | Sialkot Stallions | Karachi Dolphins         | Sialkot gewinnt mit 14 Runs      |
| 2008/09 | Lahore     | Sialkot Stallions | Karachi Dolphins         | Sialkot gewinnt mit 7 Wickets    |
| 2009    | Lahore     | Sialkot Stallions | Lahore Lions             | Sialkot gewinnt mit 4 Wickets    |
| 2009/10 | Karachi    | Sialkot Stallions | Faisalabad Wolves        | Sialkot gewinnt mit 5 Wickets    |
| 2010/11 | Lahore     | Lahore Lions      | Karachi Dolphins         | Lahore gewinnt mit 37 Runs       |
| 2011/12 | Karachi    | Sialkot Stallions | Rawalpindi Rams          | Sialkot gewinnt mit 10 Runs      |
| 2012/13 | Lahore     | Lahore Lions      | Faisalabad Wolves        | Lahore gewinnt mit 33 Runs       |
| 2013/14 | Rawalpindi | Lahore Lions      | Faisalabad Wolves        | Lahore gewinnt mit 3 Wickets     |
| 2014/15 | Karachi    | Peshawar Panthers | Lahore Lions             | Peshawar gewinnt mit 7 Wickets   |
| 2015/16 | Rawalpindi | Peshawar Panthers | Karachi Karachi Dolphins | Peshawar gewinnt mit 7 Wickets   |

## Abschneiden der Mannschaften
| Vorrunde (VR)      |
| Viertelfinale (VF) |
| Halbfinale (HF)    |
| Zweiter Platz (2)  |
| Turniersieger (1)  |
| Nicht teilgenommen |

| Team                      | 2004/05 | 2005/06 | 2006/07 | 2008/09 | 2009 | 2009/10 | 2010/11 | 2011/12 | 2012/13 | 2013/14 | 2014/15 | 2015/16 |
| ------------------------- | ------- | ------- | ------- | ------- | ---- | ------- | ------- | ------- | ------- | ------- | ------- | ------- |
| Abbottabad Rhinos/Falcons |         | VR      | VR      | VR      | VR   | VR      | VR      | VR      | VR      | HF      | VR      | VR      |
| Afghan Cheetas            |         |         |         |         |      |         |         | VR      |         |         |         |         |
| AJK Jaguars               |         |         |         |         |      |         |         |         |         |         | VR      | Q       |
| Bahawalpur Stags          |         |         |         |         |      |         |         |         | HF      | VR      | VR      | VR      |
| Dera Murad Jamali Ibexes  |         |         |         |         |      |         |         |         |         | VR      | VR      | Q       |
| Faisalabad Wolves         | VR      | 2       | VR      | VR      | VR   | 2       | VR      | VR      | 2       | 2       | VR      | VR      |
| FATA Cheetas              |         |         |         |         |      |         |         |         |         | VR      | VR      | Q       |
| Hyderabad Hawks           | VR      | VR      | VR      | VR      | VR   | VR      | VR      | VR      | VR      | VR      | VR      | VR      |
| Islamabad Leopards        |         | VR      | VR      | HF      | HF   | VR      | HF      | VR      | VR      | HF      | VR      | VR      |
| Karachi Dolphins          | 2       | HF      | 2       | 2       | VR   | HF      | 2       | VR      | VR      | VR      | VR      | 2       |
| Karachi Zebras            | VR      | VR      | VR      | VR      | VR   | VR      | VR      | VR      | VR      | VF      | VR      | VR      |
| Lahore Eagles             | HF      | VR      | VR      | VR      | HF   | VR      | VR      | HF      | VR      | VR      | VR      | Q       |
| Lahore Lions              | VR      | HF      | HF      | HF      | 2    | HF      | 1       | VR      | 1       | 1       | 2       | VR      |
| Larkana Bulls             |         |         |         |         |      |         |         |         |         | VF      | VR      | Q       |
| Multan Tigers             | VR      | VR      | VR      | VR      | VR   | VR      | VR      | VR      | HF      | VF      | HF      | HF      |
| Peshawar Panthers         | VR      | VR      | HF      | VR      | VR   | VR      | VR      | HF      | VR      | VR      | 1       | 1       |
| Quetta Bears              | VR      | VR      | VR      | VR      | VR   | VR      | VR      | VR      | VR      | VR      | VR      | Q       |
| Rawalpindi Rams           | VR      | VR      | VR      | VR      | VR   | VR      | HF      | 2       | VR      | VR      | VR      | VR      |
| Sialkot Stallions         | VR      | 1       | 1       | 1       | 1    | 1       | VR      | 1       | VR      | VF      | HF      | HF      |